# Henry Fonda
Henry Jaynes Fonda (Grand Island, 16 de maio de 1905 — Los Angeles, 12 de agosto de 1982) foi um ator de cinema norte-americano. É o patriarca de uma família de atores, entre os quais seus filhos, Jane Fonda e Peter Fonda, e sua neta, Bridget Fonda.

## Biografia
Nascido em Grand Island, filho de Elma Herberta Jaynes e William Brace Fonda, cujos ancestrais eram neerlandeses, sendo o sobrenome Fonda originário da Frísia, uma província no norte dos Países Baixos.
Fonda estudou Jornalismo na Universidade de Minnesota, mas abandonou o curso no segundo ano. Em 1925 trabalhava em uma empresa em Omaha (Nebraska), quando foi convidado para fazer um papel importante em uma produção amadora da Omaha Community Playhouse. Nessa época ele já impressionava com seus 1,86 metros. Se apaixonou pelo palco e seu primeiro papel profissional foi na peça You and Me, de Philip Barry.
Em 1929, já em Manhattan e na University Players Guild, estrelou Devil and the Cheese, ao lado de Margaret Sullavan, que se tornou, dois anos depois, sua primeira esposa. O casamento durou pouco mais de um ano e após a separação ele foi para Hollywood fazer cinema.
Sua estreia no cinema americano foi em 1935, repetindo o papel que fizera no teatro na adaptação de The Farmer Takes a Wife, que no Brasil recebeu o título de Amor singelo. Nessa mesma época se tornou amigo de outro ator estreante, James Stewart, amizade que durou até a sua morte. Em 1936, Henry se casou com Frances Seymour Brokwaw, uma americana rica e divorciada com quem teve dois filhos, os também atores Jane Fonda e Peter Fonda. O casamento terminou tragicamente em 1950, com o suicídio de Frances após um colapso nervoso.
Antes de partir para a Segunda Guerra Mundial como contramestre de terceira classe, ele fez mais de vinte filmes, alguns grandes êxitos de bilheteria e crítica como Jezebel, Jesse James, Ao rufar dos tambores e As vinhas da Ira pelo qual concorreu ao Oscar de melhor ator.

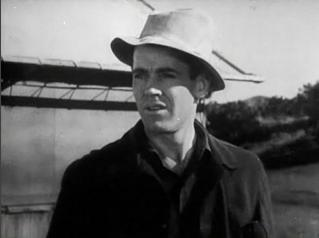
Henry Fonda em Slim (1937)

A volta ao cinema e aos palcos foi em grande estilo, no final da década de 40, com o filme Paixão dos fortes, dirigido por John Ford, e o espetáculo Mister Roberts, com o qual ficou por três anos seguidos nos palcos da Filadélfia e de Nova Iorque, que devido ao grande sucesso foi transposto para o cinema, inicialmente tendo como diretor John Ford. Porém, houve desentendimentos entre Fonda e Ford, que deixou a produção. Contracenaram com também Jack Lemmon, James Cagney e William Powell.
Nas décadas de 50 e 60 dividiu-se entre os palcos e as telas de cinema, até que no início da década de 70, ao protagonizar o one-man-show Clarence Darrow, em Nova Iorque, desmaiou nos camarins e teve que se internar e colocar um marca-passo.
Ele se casou mais três vezes: em dezembro de 1950, com Susan Levine Blanchard, com quem adotou uma menina; em 1957, com a italiana Adera Franchetti e, em 1965, com a aeromoça Shirlee Mae Adams, sua esposa até a morte do ator em agosto de 1982, vitimado por uma doença crônica no coração. Seu corpo foi cremado e suas cinzas espalhadas.

## Filmografia
- 1981 - On Golden Pond (br: Num lago dourado; pt: A casa do lago)
- 1980 - Gideon's Trumpet (br: As trombetas de Gideão)
- 1979 - Meteor (br/pt: Meteoro)
- 1979 - Wanda Nevada (br: Wanda Nevada)
- 1979 - City on Fire (br: Ano 2000, cidade em chamas)
- 1978 - The Swarm (br/pt: O enxame)
- 1978 - Fedora (br: Fedora; pt: O Segredo de Fedora)
- 1978 - Il grande attacco (br: A grande batalha)
- 1977 - Rollercoaster (br: Terror na montanha-russa; pt: A montanha russa)
- 1977 - Tentacoli (br: Tentáculos)
- 1976 - The Last of the Cowboys (br: Caravana de intrépidos)
- 1976 -  Midway (br/pt: A batalha de Midway)
- 1974 - Mussolini: Ultimo atto (br: Os últimos dias de Mussolini)
- 1973 - Il mio nome è Nessuno (br: Meu nome é Ninguém; pt: O meu nome é Ninguém)
- 1973 - Ash Wednesday (br: Meu corpo em tuas mãos)
- 1973 - Le serpent (br: Código - A serpente)
- 1970 - Sometimes a Great Notion (br: Uma lição para não esquecer; pt: Os Indomáveis)
- 1970 - There Was a Crooked Man... (br: Ninho de cobras; pt: O Réptil)
- 1970 - The Cheyenne Social Club (br: Cheyenne)
- 1970 - Too Late the Hero (br: Assim nascem os heróis; pt: Assim Nasce um Herói)
- 1968 - C'era una volta il West (br: Era uma vez no oeste — pt: Aconteceu no Oeste)
- 1968 - The Boston Strangler (br: O homem que odiava as mulheres)
- 1968 - Yours, Mine and Ours (br: Os seus, os meus e os nossos; pt: Os Teus, os Meus e os Nossos)
- 1968 - Madigan (br: Os impiedosos; pt: Madigan)
- 1968 - Firecreek (br: O último tiro)
- 1967 - Welcome to Hard Times (br: O homem com a morte nos olhos)
- 1966 - A Big Hand for the Little Lady  (br: Jogada decisiva)
- 1965 - Battle of the Bulge (br: Uma batalha no inferno — pt: A batalha das Ardenas)
- 1965 - The Dame (br: A guerra secreta)
- 1965 - In Harm's Way (br: A primeira vitória; pt: Primeira Vitória)
- 1965 - The Rounders (br: Ginetes intrépidos; pt: Dois Incorrigíveis Teimosos)
- 1964 - Sex and the Single Girl (br: Médica, bonita e solteira; pt: A solteira e o atrevido)
- 1964 - Fail-Safe (br: Limite de segurança)
- 1964 - The Best Man (br: Vassalos da ambição; pt: Os candidatos)
- 1963 - Spencer's Mountain (br/pt: Os nove irmãos)
- 1963 - Rangers of Yellowstone
- 1962 - How the West Was Won (br / pt: A conquista do Oeste)
- 1962 - The Longest Day (br: O mais longo dos dias; pt: O dia mais longo)
- 1962 - Advise & Consent (br: Tempestade sobre Washington)
- 1959 - The Man Who Understood Women (br: Quando a esposa peca)
- 1959 - Warlock (br: Minha vontade é lei)
- 1958 - Stage Struck (br: Quando o espetáculo termina)
- 1957 - The Tin Star (br: O homem dos olhos frios; pt: Sangue no Deserto)
- 1957 - 12 Angry Men (br: Doze homens e uma sentença; pt: Doze Homens em Fúria)
- 1956 - The Wrong Man  (br: O homem errado; pt: O falso culpado)
- 1956 - War and Peace (br: Guerra e paz)
- 1955 - Mister Roberts (br: Mister Roberts)
- 1953 - Main Street to Broadway (br: A rua encantada)
- 1950 - Home of the Homeless
- 1949 - Jigsaw (br: Ruiva de dois corações)
- 1948 - Fort Apache (br: Sangue de herói; pt: Forte Apache)
- 1948 - On Our Merry Way (br: No nosso alegre caminho)
- 1947 - Daisy Kenyon (br: Êxtase de amor; pt: Entre o Amor e o Pecado)
- 1947 - The Fugitive (br: Domínio de bárbaros)
- 1947 - The Long Night (br: Noite eterna)
- 1946 - My Darling Clementine (br: Paixão dos fortes; pt: A Paixão dos fortes)
- 1943 - The Ox-Bow Incident (br/pt: Consciências mortas)
- 1943 - Immortal Sergeant (br: O sargento imortal)
- 1942 - The Big Street (br: Rua da ilusão)
- 1942 - Tales of Manhattan (br: Seis destinos)
- 1942 - The Magnificent Dope (br: Assim vivo eu)
- 1942 - The Male Animal (br/pt: Assim é que elas gostam)
- 1942 - Rings on Her Fingers (br: Ela queria riquezas; pt: Dedos sem anéis)
- 1941 - You Belong to Me (br: Você me pertence)
- 1941 - Wild Geese Calling (br: Vidas sem rumo)
- 1941 - The Lady Eve (br/pt: As três noites de Eva)
- 1940 - Chad Hanna (br: A garota do circo)
- 1940 - The Return of Frank James (br: O retorno de Frank James; pt: O regresso de Frank James)
- 1940 - Lillian Russell (br: A bela Lillian Russell)
- 1940 - The Grapes of Wrath (br / pt: As vinhas da ira)
- 1939 - Drums Along the Mohawk (br: Ao rufar dos tambores; pt: Ouve-se tambores ao longe)
- 1939 - Young Mr. Lincoln (br: A mocidade de Lincoln; pt: A grande esperança)
- 1939 - The Story of Alexander Graham Bell (br: A vida de Alexander Graham Bell)
- 1939 - Let Us Live! (br: Deixai-nos viver)
- 1939 -  Jesse James (br: Jesse James)
- 1938 - The Mad Miss Manton (br: Quando elas teimam)
- 1938 - Spawn of the North (br: Lobos do norte)
- 1938 - Blockade (br/pt: Bloqueio)
- 1938 - Jezebel (br: Jezebel; pt: Jezebel, a insubmissa)
- 1938 - I Met My Love Again (br: Tinha que ser tua)
- 1937 - That Certain Woman (br: Cinzas do passado)
- 1937 - Slim (br: Alta tensão)
- 1937 - Wings of the Morning (br: Idílio cigano)
- 1937 - You Only Live Once (br: Vive-se só uma vez;)
- 1936 - Spendthrift (br: Juventude dourada)
- 1936 - The Moon's Our Home (br: Vivendo na lua)
- 1936 - The Trail of the Lonesome Pine (br: Amor e ódio na floresta)
- 1935 - I Dream Too Much (br: Vivo sonhando)
- 1935 - Way Down East (br: Inocente pecadora)
- 1935 - The Farmer Takes a Wife (br: Amor singelo)

## Prêmios e indicações
Óscar (EUA)
- Foi indicado duas vezes na categoria de "Melhor Ator", em 1940 por As vinhas da ira e em 1981 por Num lago dourado; ganhou por este segundo, sendo, até 2012, o ator mais velho a ganhar um Oscar como o melhor do ano. Ele tinha 76 anos ao receber o prêmio. Em 2012, Christopher Plummer passou a ser o ator mais velho a receber o Oscar, aos 82 anos, por sua atuação em Beginners, na categoria de melhor ator coadjuvante. Somente em 2020 foi superado pelo ator Anthony Hopkins que ganhou o Oscar de melhor ator por sua atuação em Meu pai, aos 83 anos.[5]

Prêmio Cecil B. DeMille (EUA)
- Ganhou em 1980, pelo conjunto de sua obra, concedido pela Associação de Correspondentes Estrangeiros de Hollywood.

.Globo de Ouro (EUA)
- Recebeu duas indicações na categoria de "Melhor Ator" e venceu em 1981 também pelo filme Num lago dourado.

ABC-TV (EUA)
- Em 1976 foi homenageado com um programa especial de 90 minutos sobre sua carreira; o programa se chamou "Fonda: An American Legacy".